# Karl Brettar
Karl Brettar (* 14. Juli 1889 in Kleinblittersdorf; † 2. August 1975 in Saarbrücken) war ein saarländischer bzw. deutscher Politiker der SPD und der SPS.

## Berufliche Biographie
Brettar absolvierte seine Schlosserlehre bei einem Eisenbahnbetrieb und übte den erlernten Beruf in Saarbrücken und Diedenhofen (heute Thionville) aus. 1924 wurde er in den Beirat der Eisenbahndirektion Saarbrücken gewählt und legte damit seine bisherige Tätigkeit nieder. 1929 wechselte er die Stelle, er arbeitete nunmehr als Lagerverwalter für die Vereinigten Saar-Elektrizitätswerke. Anfang 1936, nach der Ablehnung des Saarstatuts, wurde Brettar gekündigt. Zum 1. Juli 1936 begann er seinen Dienst bei der Karlsruher Lebensversicherung, die damals unter der Leitung des späteren Landtagspräsidenten und Bürgermeisters von Saarbrücken Peter Zimmer eine Organisation im Saargebiet aufbaute. 1939 wurde er deren Direktionsbevollmächtigter für Hessen und das Saarland, sein Dienstort war nunmehr Frankfurt am Main. Im Mai 1946 kehrte er in die Heimat zurück, nachdem er zum Leiter des Wohnungsamtes der Stadt Saarbrücken berufen wurde, später erfolgte die Ernennung zum Stadtamtmann. 1954 trat er in den Ruhestand.

## Politische Karriere
Im Februar 1919 war Brettar Gründungsvorsitzender des Ortsvereins der SPD in Kleinblittersdorf, später spaltete sich die Sozialdemokratische Partei des Saargebietes von dieser ab. Von 1924 bis 1928 gehörte er dem Landesrat des Saargebiets in seiner zweiten Wahlperiode an, in dieser Zeit wurde er zum Delegat beim Völkerbund berufen. 1935 engagierte er sich im Wahlkampf um die Saarabstimmung, er befürwortete den (letztlich abgelehnten) Status quo. Nach dem Krieg beteiligte er sich 1945 an der Neugründung der SPD in Hessen, er war Referent und Delegierter des ersten Kreisparteitags. Nach seiner Rückkehr ins Saarland wechselte er in die SPS. 1946 war er Spitzenkandidat für die Gemeinderatswahl in Kleinblittersdorf, im Rat fungierte er als Fraktionsvorsitzender und zugleich Oppositionsführer. Am 5. Oktober 1947 wurde Brettar in den Landtag des Saarlandes gewählt, dem er eine Wahlperiode lang bis 1952 angehörte. Im Februar 1950 wurde er zum Bürgermeister von Kleinblittersdorf gewählt, dieses Amt bekleidete er bis Juni 1956.
1963 begann Karl Brettar, vermutlich mithilfe seines Sohnes, seine Memoiren niederzuschreiben. Sein Enkel Klaus Brettar und die Stiftung Demokratie Saarland veröffentlichten diese Niederschriften 2017.